# 同班同學 (2015年電影)
《同班同學》（英語：Lazy Hazy Crazy）是一部於2015年上映的香港青春電影，由陸以心編劇兼首次執導，郭奕芯、廖子妤、麥芷誼領銜主演。香港於2015年10月29日上映，台灣於2015年12月11日上映。按香港電影分級制度下本片電檢歸類為三級片（限制級），只准18歲或以上人士觀看。

## 劇情簡介
講述三個少女初次體會友誼的酸甜苦辣，歷經。林婉靜（郭奕芯 飾）是典型好學生，性格懦弱，暗戀籃球隊隊長陳安麒(謝高晉 飾)多年不敢表白；
蘇可怡（麥芷誼 飾）是學校裡的大姐頭，和婉靜相反，品行課業都差，且與異性關係混亂，她最大的願望就是收集完12星座的男友，跟籃球隊長陳安麒是「好兄弟」；而轉學生何愛愛（廖子妤 飾）外表孱弱害羞，卻是資深援交少女，不時被其他同學欺負。

## 演員陣容

### 主要演員
| 演員姓名 | 角色名稱 |
| 郭奕芯   | 林婉靜   |
| 廖子妤   | 何愛愛   |
| 麥芷誼   | 蘇可怡   |

### 其他演員
| 演員姓名 | 角色名稱   |
| 王宗堯   | Raymond    |
| 謝高晉   | 陳安麒     |
| 陳靜     | 林婉靜姊姊 |
| 邵音音   | 林婉靜祖母 |
| 蔡潔     | 球場女同學 |
| 盧惠光   | 何愛愛父親 |
| 曾國祥   | 琉璃夫人   |
| 徐天佑   | 男執事     |
| 楊詩敏   | Rita媽     |
| 蒼井空   | 啤酒妹     |
| 李拾壹   | 外賣男     |
| 林兆霞   | 女體育老師 |
| 王梓如   | 更衣室女生 |
| 江嘉敏   | 更衣室女生 |
| 鄧蕙琳   | 更衣室女生 |
| 李業建   | 會所富豪   |
| 陳意嵐   | 會所女模特 |
| 張詩欣   | 球場女同學 |
| 鄧文越   | 球場女同學 |

## 電影歌曲

### 主題曲
| 歌名       | 演唱者          | 作曲            | 填詞            |
| 〈Avenue〉 | Daniela Andrade | Daniela Andrade | Daniela Andrade |

## 分級制度
依香港電影分級制度本片屬於第Ⅲ級，18歲以上人士收看。

## 獎項

### 第11屈金話梅電影選舉
| 年份 | 獲提名 | 獎項       | 結果 |
| ---- | ------ | ---------- | ---- |
| 2016 | 谢爕隽 | 最烂男演员 | 提名 |

## 續集兼姊妹篇
2016年，《同班同學》將會開拍成續集，名為《同班同學II之五個寂寞的心》，由太陽娛樂文化、銀都機構有限公司、中國電影股份有限公司、愛奇藝影業聯合出品，正在製作有限公司攝製，由中影負責內地發行，巴福斯影業負責香港發行，此片部分翻拍自1992年陳果執導的電影《五個寂寞的心》，由陸以心執導，彭浩翔、江平監製，由五位重慶女孩張麗洋、賀美琦、冷芃芃、鄧恩熙、戴佳余主演。該片于2016年8月在海南三亞開拍歷時一個月，2017年暑期香港及中國大陸同步上映。

## 外部連結
- 同班同學的Facebook專頁
- 香港影庫上《同班同學》的資料（繁體中文）
- 開眼電影網上《同班同學》的資料（繁體中文）
- 时光网上《同班同學》的資料（简体中文）
- 豆瓣电影上《同班同學》的資料 （简体中文）
- 互联网电影数据库（IMDb）上《同班同學》的资料（英文）
- AllMovie上《同班同學》的资料（英文）